# 母性
《母性》（日语：／ bosei）是日本作家湊佳苗的推理小說，2012年10月31日由新潮社出版單行本，2015年7月1日由新潮文庫出版文庫本。截至2022年6月，累積發行量超過100萬本。2022年11月23日改編拍成電影版。

## 概要
女人只有兩種，母親和女兒。為了母親的心願，我盡心盡力地愛著自己的女兒，但是我好嫉妒，為什麼我的女兒還有媽媽，我卻失去了最愛的母親……
她們原本幸福和樂地住在位於半山腰上美麗的家，「媽媽」和丈夫相敬如賓，「女兒」聰慧懂事，而「媽媽」最愛的「母親」也經常來探訪。但是一個可怕的颱風夜裡，土石流侵襲了房子，年邁的「母親」和年幼的「女兒」被壓在衣櫃底下，「媽媽」只能選擇救其中一人。她本來想救自己的「母親」，最後卻聽從「母親」的命令救了「女兒」，但也從此失去了人生的方向。
一夕之間，「美麗的家」沒了，一家三口搬回婆家居住，卻遭到婆婆和小姑的苛刻對待。從小就乖巧有禮的「媽媽」對於長輩的無理逆來順受，性格剛烈的「女兒」想要挺身而出保護「媽媽」，卻反而遭到怪罪。就在母女之間錯置的情感中，表面平靜的日子暗暗悶燒著，直到那一夜的真相終於點燃成一把不可收拾的大火……

## 小説章節
- 第一章 莊嚴時刻
- 第二章 立像之歌
- 第三章 嘆息
- 第四章 啊，滿是淚水的人啊
- 第五章 淚瓶
- 第六章 來吧，最後的痛苦
- 終章 愛之歌

## 電影
拍攝工作已於2021年4月-5月進行，於2022年11月23日公開上映。廣木隆一執導，戶田惠梨香和永野芽郁參演，是繼2021年電視劇《秘密內幕～戰鬥吧！派出所女子～》之後的再次合作。

### 演員列表
- 田所留美子 - 戶田惠梨香
- 田所清佳 - 永野芽郁
- 田所哲史 - 三浦誠己
- 仁美 - 中村友理
- 哲史的妹妹 - 山下莉緒
- 哲史的母親 - 高畑淳子
- 留美子的母親 - 大地真央
- 神父 - 吹越滿
- 中谷亨 - 高橋侃
- 清佳幼年時 - 落井實結子

## 外部連結
- 電影的X（前Twitter）（日語）
- 電影官方網站 （页面存档备份，存于）（日語）